# Jean-Charles de Baas
Pour les articles homonymes, voir Baas.
Jean-Charles de Baas-Castelmore, dit le « marquis de Baas », né à Nay (Béarn) et mort le 15 janvier 1677 à Saint-Pierre (Martinique), est un officier militaire puis administrateur colonial français du XVIIe siècle. Il est Gouverneur général des Antilles pendant dix ans, entre 1667 et 1677.

## Biographie
Fils du médecin Jean de Baas et de Judith de Laugar, il entreprend une carrière militaire et sert comme officier dans le régiment de Persan.

## Carrière militaire
Lors des guerres de la Fronde, il sert d'abord le parti du prince de Condé en tant qu'espion, mais le cardinal Mazarin le gagne à la cause du jeune roi Louis XIV.

## Gouverneur
Dans les années 1660, il devient gouverneur de Mortara, en Italie et lieutenant général des armées en 1665. En 1667 il est nommé gouverneur général des Isles et Terre Ferme de l'Amérique et a pour mission de reprendre l'île de Saint-Christophe aux Anglais.
Il n'arrive que le 4 février 1669 à la Martinique en compagnie du comte d'Estrée, c'est Antoine Lefebvre, seigneur de la Barre, qui a assuré l'intérim. De Baas organise la défense des îles durant la guerre de Hollande qui débute en 1672 et se termine en 1678. Jugeant Saint-Christophe moins intéressante que la Martinique (et surtout moins stratégique) il décide, en 1671, d'installer son gouvernement des Îles tout d'abord à Saint-Pierre en Martinique puis à Fort Royal (vers 1676). Il envoie une expédition contre la colonie néerlandaise de Curaçao en 1673 et les navires, L'Écueil et La Petite-Infante à Saint-Domingue pour y réclamer des renforts à d'Ogeron, gouverneur de l'Île de la Tortue.
Avec l'aide du gouverneur de la Martinique le Chevalier de Sainte-Marthe, il repousse victorieusement en 1674 les assauts de la flotte néerlandaise commandée par l'Amiral Ruyter.
Après la dissolution de la Compagnie des Indes Occidentales (1674), de Baas est maintenu dans ses fonctions de gouverneur et lieutenant général jusqu'à sa mort à Saint-Pierre en 1677 (le Chevalier de Sainte-Marthe assure l'intérim jusqu'à l'arrivée de son successeur Charles de la Roche-Courbon). 
Durant son mandat, de Baas interviendra dans de nombreux domaines réformant notamment l'administration de la colonie, mettant en place les prémices de l'administration fiscale, développant les bases de la « capitation », impôt proportionnel au nombre de personnes recensées dans les habitations ou les feux (foyers) esclaves compris.

## Planteur
En 1674, pour le remercier d'avoir repoussé l'assaut de la flotte hollandaise, le Roi Louis XIV fait don à Jean-Charles de Baas d'une « habitation » au Fonds-Capot (commune de Bellefontaine, au sud de Saint-Pierre). Celle-ci avait été confisquée à un Zélandais nommé Wassen lors de la déclaration de guerre aux Provinces-Unies.
Après sa mort le 15 janvier 1677, c'est dans cette plantation que Jean-Charles de Baas est enterré, et où l'on peut encore voir sa stèle funéraire.

## Confusion avec le D'Artagnan de fiction
De Baas aurait été l'un des modèles utilisés par Gatien de Courtilz de Sandras pour ses Mémoires apocryphes du célèbre mousquetaire. En effet, l'auteur, peu soucieux de la réalité historique, aurait allègrement mélangé différentes figures réelles de l'époque pour donner vie à son personnage.